# Najveći i najmanji elementi
Najveći element je onaj element x skupa parcijalno uređena skupa A. Taj je element maksimalan. Najveći element je maksimalan ali nije svaki maksimalan najveći, odnosno u skupu može biti više maksimalnih, ali samo je jedan najveći. Da bi maksimalni element x skupa A bio najveći, mora za taj element x vrijediti da ako je {\displaystyle y\leq x}, za sve {\displaystyle y\in A}. Slično definiramo minimalni i najmanji element skupa. U skupu može biti više minimalnih, ali samo je jedan najmanji element. Najmanji element je minimalan ali nije svaki minimalan najmanji.
Ovi su elementi bitni u teoriji skupova i teoriji redova.